# おしゃべりやってまーす
『おしゃべりやってまーす』は、株式会社 K'z channelが運営する『K'z Station』にて2003年（平成15年）5月から放送されていた、有料（一部無料）のインターネットラジオ番組。『K'z Station』は2019年6月15日に『チアーるTV』に完全移行するも2021年2月28日にサービス終了。現在はスマートツー株式会社運営によりおしゃ5のみをYouTubeで配信している

## 概要
- お笑い芸人・グラビアアイドル・声優などが出演するトーク番組である。放送時間は例外はあるが基本的に1時間で、ネット放送ということもあり、楽屋にいるようなリラックスした雰囲気で、裏話や本音トークが多いことや、芸能界の中でも接点の少ないタレント同士のトークが聴けるプログラムを配信していることが特徴となっている。
- MBSラジオで2003年（平成15年）3月まで放送された『オレたちやってま〜す』最終回においてこのネットラジオの計画を間接的に知らせる告知がなされ、ジャニーズ事務所やホリプロ所属のタレントや一部の吉本興業所属のお笑い芸人を除く出演者が引き続き出演することとなったが、MBSラジオとK'z Stationの関係性は全く不明であり、またMBSにて公式にこのネット放送のことに触れたことは一度もない。また近年ではお笑い芸人以外の出演者について、MBSラジオで放送中の同じコンセプトを引き継ぐラジオ番組『ゴチャ・まぜっ!』ではアイドルを、『おしゃべりやってまーす』では声優を重点的に起用するといった棲み分けがなされてきている。
- 雨上がり決死隊も木曜日出演が告知されていたが、ホームページ上に「調整中」と表記があるままの状態が続き、その後1度も出演することはなかった。
- 収録は一部を除き、「渋谷マトリクススタジオ」で行われる[注 1]。2008年（平成20年）の毎日放送東京支社移転までは、パレスサイドビルディングにあった同支社ラジオスタジオで収録を行っていた。
- 声優が出演している番組がレギュラー番組枠6本中5本組まれているが、前述のとおり裏話や本音トークが中心でアニメやゲームなどのタイアップ企画が原則組まれないことなどから、いわゆる「アニラジ」には通常含まれていない。

## 沿革
2003年（平成15年）
- 3月 - 『オレたちやってま〜す』の最終回放送で、直接ではなかったが「番組ホームページで発表がある」と告知され、番組ホームページでネットラジオ開始が発表された。
- 5月 - 音声配信開始。

2004年（平成16年）
- 9月 - 300kBの映像での配信も開始

2005年（平成17年）
- 8月 - 月曜の放送のみ、番組内で占い師に占ってもらった結果をきっかけに、「すしゃべりやってまーす月曜日」（略称は「すしゃ月」）という呼び名に変更。2007年4月から「おしゃ月」に戻された。

2006年（平成18年）
- 7月 -「おしゃ金」が無料になる。
- 11月 - 土曜日のみ2部構成になり、第1部は今まで通りの「おしゃ土」、第2部は声優の松野太紀を中心とした「おしゃ土EX（エックス）」となる。

2007年（平成19年）
- 4月 - 30分番組の2部構成（隔週更新）だった・「おしゃ土EX」がそれぞれ1時間番組になり「おしゃ土」を2週で2回配信後「おしゃ土EX」を2週で2回配信というのを繰り返す2週交代の毎週更新となり、それまで無料だった「おしゃ土」の音声が有料となる。
- 12月 - 「おしゃ土EX」が15日更新分をもって終了。

2008年（平成20年）
- 「おしゃ土EX」終了に伴い1月-4月まで土曜日のみ2週間は更新を行わず「この週に更新される番組はありません」と表示される変則配信となる。
- 5月 - 「新おしゃ土」が加わったため以前と同じ2週交代の毎週更新に戻る。

2009年（平成21年）
- 1月 - それまでの「おしゃ土」が終了し「新おしゃ土」が土曜レギュラーとして毎週更新となる。

「おしゃ月」・「おしゃ水」・「おしゃ木」・「おしゃ日」の映像配信に1MBの高画質版が追加。
- 4月 - 20日より完全リニューアル。今までの曜日制が廃止され、レギュラー番組の呼び名が「おしゃべりやってまーす第1放送」（月曜日更新）〜「おしゃべりやってまーす第6放送」（土曜日更新）に変更[注 2][注 3]、略称は「おしゃ1（いち）」〜「おしゃ6（ろく）」）。また日曜日の更新がなくなったかわりに、特別番組も同時配信されるようになった。300kBの通常映像と1MBの高画質映像が配信されているのは、これまで同様「おしゃ1」・「おしゃ2」・「おしゃ5」の3番組で、「おしゃ6」は2番組とも無料放送となる。

「おしゃ3」（元・「おしゃ火」（後の水曜日更新）の出演者が女性声優のみになったため、「おしゃ土EX」（2006年11月 - 2007年12月）終了後「おしゃ木」だけであった出演者が声優のみの番組が、久々に2番組となった。
2010年（平成22年）
- 3月 - 24日より特別放送枠として、SKE48メンバーによる無料放送、「第48放送」が配信開始[3]。
- 5月 - 20日より「おしゃ3」でも高画質映像(1MB)が配信開始。また「第48放送」が特別放送枠内でレギュラー化。
- 12月 - 24日より特別放送枠として、無料放送の「心霊夜話〜ガチで怖い○○〜」が配信開始。

2011年（平成23年）
- 2月 - 1日より特別放送枠として、おしゃ木（現・おしゃ5）の再放送となる「おしゃ5メモリーズ」が配信開始。
- 5月 - 5日より特別放送枠として、「小川麻琴（ドリームモーニング娘。）のドリームマッチ!」が配信開始。
- 5月 - 7日より特別放送枠として、「おしゃべりやってま〜す増刊号」が配信開始。原則ロケ企画となり、レギュラー放送のまとめと批評を行っている。
- 5月 - 16日より特別放送枠内の「第48放送」がメンバーと曜日を水曜から月曜に変更し「第48放送2nd」としてリニューアル[3]。
- 5月 - 18日より特別放送枠として、元「第48放送」のメンバーが出演する「おしゃべりつづけまーす ハピ☆ホリ〜Happy Holic Days〜[注 4]」が配信開始。
- 5月 - 「おしゃ6」の2番組のうち山崎邦正（現：月亭方正）、カンニング竹山担当の番組が更新されなくなった。ただし、番組欄の2人の顔写真は掲載されたままである。
- 10月 - 1日更新分で「おしゃ6バンブーチャンネル」が放送終了。変わって翌週から山崎邦正、カンニング竹山担当の「おしゃ6」が5か月ぶりに復活、ただし、番組欄のバンブーチャンネルメンバーの顔写真は掲載されたまま。
- 10月 - 22日更新分以降「おしゃ6」は2012年4月21日まで更新されず。
- 11月 - 3日より特別放送枠内の「小川麻琴のドリームマッチ!」が「小川麻琴のドリームマッチ! 2nd」にタイトルを変えメンバーを変更したうえで無料放送として配信開始。
- 12月 - 29日更新分で「おしゃ4」が最終回。メンバー変更が発表されないまま、翌週には放送枠が消滅し、レギュラー放送が5番組となる。

2012年（平成24年）
- 4月 - 16日よりスマートフォンでも視聴可能になった。また更新は毎週で変わらず番組ごとの配信期間が1週間から4週間に延長された。山崎邦正、カンニング竹山担当の「おしゃ6」が「旧おしゃ6」として特別放送枠に移動。
- 4月 - 21日更新分より「おしゃ6」が新メンバーとなり毎週更新の有料放送として放送開始。これにより出演者が声優のみの番組が3番組に増えた。
- 4月 - 28日更新分をもって特別放送枠内の「おしゃべりやってま〜す増刊号」が一旦終了。
- 5月 - 3日更新分より「おしゃ4」が新メンバーにて放送開始。これにより「おしゃ1」を除くレギュラー放送のメンバー全てに声優が2人以上含まれるようになった。
- 12月 - 特別放送枠内でスパローズ（森田悟・大和一孝）とプー・ルイ(BiS)による特別番組「おしゃべりやってま〜すSP お試しやってま〜す」が12月29日と1月12日の2回（前後編）に分けて更新され、1月26日更新分以降毎週更新でレギュラー化された。

2013年（平成25年）
- 2月 - 4日にホームページのデザインがリニューアルされた。
- 3月 - 20日より「おしゃべりやってま〜す第48放送メモリーズ」[注 5]配信開始。[注 6]
- 4月 - 1日より特別放送枠内の「第48放送2nd」がメンバーを変更し「第48放送3rd」としてリニューアル。
- 4月 - 3日より「おしゃべりつづけまーす ハピ☆ホリ〜Happy Holic Days〜」がメンバーを変更し、「おしゃべりつづけまーす ハピ☆ホリ」にリニューアル。
- 5月 - 1日より「おしゃべりつづけまーす ハピ☆ホリ メモリーズ」[注 7]配信開始[3]。以後水曜日に内容追加。
- 5月 - 6日より「おしゃべりやってま〜す第48放送2ndメモリーズ」[注 8]配信開始。以後月曜日に内容追加。
- 8月 - 14日より「おしゃべりつづけまーす ハピ☆ホリ」が「おしゃべりつづけまーす ゆる☆ふる」にタイトル変更。
- 8月 - 17日より「おしゃべりやってま〜すB!」配信開始。
- 10月 - 17日更新分をもって「おしゃ4」が終了。
- 11月 - 2日更新分をもって「おしゃ6」が終了。
- 11月 - 9日よりM・A・Oを除く元「おしゃ4」・「おしゃ6」のメンバーによる「元祖おしゃべりやってま〜す くどいヨ!全員集合」配信開始。「おしゃ4」と「おしゃ6」が事実上1本の番組へ統合されたことで、出演者が声優のみの番組が再び2番組となった。

2014年（平成26年）
- 1月 - 21日より特別放送枠として、「平松会議中」配信開始。
- 4月 - 2日更新分をもって「おしゃべりつづけまーす ゆる☆ふる」が終了。
- 4月 - 3日より「おしゃべり会 戦車部」配信開始。
- 4月 - 9日より特別放送枠として、「二次元同好会総本部」が有料放送[注 9]にて配信開始。
- 4月 - 14日より特別放送枠内の「第48放送3rd」が「第48放送4th」としてリニューアル及び、有料放送化[注 9]。
- 11月 - 25日更新分をもって「おしゃ2」が終了。
- 12月 - 5日より特別放送枠として、おしゃ2(おしゃ月)の再放送となる「おしゃ2メモリーズ」が配信開始。
- 12月 - 24日更新分をもって「おしゃ3」が終了。
- 12月 - 27日更新分をもって「おしゃB」が終了。
- 12月 - 30日より「おしゃF」配信開始。
- 12月 - 31日より「おしゃD」配信開始。

2015年（平成27年）
- 1月 - 1日より「おしゃべりやってま〜すレボリューション」配信開始。
- 1月 - 3日より「おしゃべりやってま〜す極み」配信開始。
- 3月 - 25日更新分をもって「二次元同好会総本部」が終了。
- 3月 - 28日更新分をもって「元祖おしゃべりやってま〜す くどいヨ!全員集合」が終了。
- 5月 - 18日より特別放送枠内の「第48放送4th」が一部メンバーを変更し、「第48放送5th」としてリニューアル。
- 7月 - 7日より「おしゃF」が「おしゃS」としてリニューアル。
- 11月 - 3日更新分をもって「平松会議中」が終了。
- 12月 - 5日より特別放送枠として、2週限定で「これヤル」配信開始。

2016年（平成28年）
- 1月 - 27日更新分をもって「おしゃD」が終了。
- 5月 - 11日より「おしゃべりやってま〜すNプリ」配信開始。
- 9月 - 26日更新分をもって「第1放送」が終了。
- 12月 - 10日更新分をもって「おしゃべりやってま〜す極み」が終了。
- 12月 - 28日より「ニコ生やってま〜す！」がニコニコ生放送の公式チャンネルにて不定期生配信開始。

2017年（平成29年）
- 3月 - 28日生配信分以降、「ニコ生やってま〜す！」の生配信なし。
- 6月 - 30日更新分をもって、「おしゃ2メモリーズ」が終了。
- 9月 - 6日より特別放送枠として、「矢口真里のカミダの実」配信開始[4]。
- 12月 - 11日より特別放送枠内の「第48放送5th」が一部メンバーを変更し、「第48放送6th」としてリニューアル。

2018年（平成30年）
- 2月 - 14日更新分をもって、「矢口真里のカミダの実」が終了。
- 3月 - 2日より特別放送枠として、「Nプリのしんどみが深い動画」配信開始。
- 3月 - 14日より特別放送枠として、「都市伝Ｘ」配信開始。
- 4月 - 10日より特別放送枠として、「クロちゃんのアイドル紹介するしん!!」配信開始。
- 5月 - 26日より特別放送枠として、「自主映画のチカラ」配信開始。
- 6月 - 30日より特別放送枠として、「山口敏太郎のミステリー探偵社」配信開始。
- 7月 - 28日より特別放送枠として、「山口敏太郎のミステリー探偵社　呪い面編」配信開始。
- 7月 - 29日更新分以降、「おしゃべり会 戦車部」の更新なし。
- 9月 - 18日アプリ『チアーるTV』にて、「Nプリ」の第1回テスト生配信。
- 11月 - 20日アプリ『チアーるTV』にて、「Nプリ」の第2回テスト生配信。

2019年（平成31年→令和元年）
- 2月 - 近々『K'z Station』が『チアーるTV』に移行することを発表。
- 2月 - 15日『チアーるTV』にて、「おしゃべりやってMAX第5放送」[1]配信開始。
- 3月 - 1日更新分をもって、「おしゃべりやってま〜すレボリューション」が終了。
- 3月 - 5日更新分をもって、「おしゃべりやってま〜すS」が終了。
- 6月 - 15日『K'z Station』を閉鎖[1]。『チアーるTV』に完全移行[1]。
- 10月 - 21日より特別放送枠内の「第48放送6th」が一部メンバーを変更し、「第48放送7th～支配人面談」としてリニューアル。

2021年（令和3年）
- 1月 - YouTubeにて「おしゃ5」の配信開始。
- 2月 - 28日に『チアーるTV』サービス終了、YouTubeの「おしゃ5」配信のみとなる。

## 視聴方法
視聴方法は会員登録後、購入単位は1500円で20枚、3000円で43枚の「回数券」を購入、ホームページ上に購入後の残り枚数が表示される。番組ごとにその回数券を高画質映像(1MB)は4枚、通常映像(300kB)は2枚、音声のみは1枚を使用し視聴する。番組の初回配信日から4週間後の午前10時まであれば、何度でも視聴できる。

## 現在のパーソナリティー
おしゃ5（月曜）
- 小野坂昌也、神谷浩史、置鮎龍太郎

## 過去のパーソナリティ

### 第1期 （2003年5月 - 2003年9月）
月曜
- 極楽とんぼ、吉岡美穂、小倉優子、野川さくら

火曜
- よゐこ、ソニン、水樹奈々

水曜
- 國府田マリ子、南かおり

木曜
- 山崎邦正、小池栄子、福井裕佳梨

### 第2期 （2003年10月 - 2004年4月）
月曜
- 極楽とんぼ、水谷さくら、野川さくら

火曜
- よゐこ、平畠啓史（DonDokoDon）、水樹奈々、安めぐみ

水曜
- 國府田マリ子、南かおり、ライセンス

木曜
- 山崎邦正、小池栄子、ペナルティ
- （準レギュラー）森本さやか

金曜
- 久本朋子、豊岡真澄、和希沙也、ゆりん、大森玲子

土曜
- （ナビゲーター） 野中藍
  - 毎回異なるMCが担当。番組全体の案内役を野中藍が務める。

### 第3期 （2004年5月 - 2004年8月）
月曜
- 極楽とんぼ、おぎやはぎ、野川さくら

火曜
- よゐこ、平畠啓史（DonDokoDon）、水樹奈々、安めぐみ

水曜
- 國府田マリ子、南かおり、ライセンス、長澤奈央

木曜
- 山崎邦正、伊藤あい

金曜
- カンニング、野中藍、森本さやか
- （準レギュラー）和希沙也

土曜
- 有野晋哉（よゐこ）、ペナルティ
  - 「有野晋哉のアイドルやってまーす」と「ペナルティのクイーンとやってまーす」を隔週で放送。

### 第4期 （2004年9月 - 2005年3月）
月曜
- 極楽とんぼ、おぎやはぎ、野川さくら
  - 野川さくら、フェードアウトするように途中降板。事前の告知はなし

火曜
- よゐこ、平畠啓史（DonDokoDon）、水樹奈々、安めぐみ

水曜
- ライセンス、長澤奈央、野中藍

木曜 (隔週)
- カンニング
- （準レギュラー）ラブカップル
  - カンニングの中島忠幸、病気療養のため途中降板。

金曜A （隔週）
- 山崎邦正、ハローバイバイ、いもうと

金曜B （隔週）
- ペナルティ、及川奈央

日曜バンブーチャンネル （隔週）
- アップダウン、アメリカザリガニ、豊岡真澄
  - アップダウンは第1回、第2回のみ。
  - アメリカザリガニは第3回から登場。

### 第5期 （2005年4月 - 2005年10月）
月曜
- 極楽とんぼ、おぎやはぎ

火曜 
- よゐこ、平畠啓史（DonDokoDon）、水樹奈々、安めぐみ

水曜
- ライセンス、長澤奈央、野中藍

木曜
- 小野坂昌也、松来未祐、茅原実里
  - 放送開始以来初めて、木曜日が声優のみとなる。

金曜A （隔週）
- 山崎邦正、竹山隆範（カンニング）、村田あゆみ、いもうと

金曜B （隔週）
- ペナルティ、及川奈央

日曜バンブーチャンネル （隔週）
- アメリカザリガニ、豊岡真澄、松本さゆき

### 第6期 （2005年11月 - 2006年4月）
月曜
- おぎやはぎ、東京03

火曜
- よゐこ、平畠啓史（DonDokoDon）、水樹奈々、木口亜矢
- （準レギュラー）相澤仁美

水曜
- ライセンス、長澤奈央、鹿野優以

木曜
- 小野坂昌也、松来未祐、茅原実里

金曜 （隔週）
- 山崎邦正、竹山隆範（カンニング）、村田あゆみ、いもうと

日曜バンブーチャンネル （隔週）
- アメリカザリガニ、豊岡真澄、松本さゆき

### 第7期 （2006年5月 - 2006年10月）
月曜
- おぎやはぎ、東京03

火曜
- よゐこ、平畠啓史（DonDokoDon）、水樹奈々、相澤仁美

水曜
- ライセンス、長澤奈央、鹿野優以

木曜
- 小野坂昌也、松来未祐、茅原実里

金曜 （隔週）
- 山崎邦正、竹山隆範（カンニング）、村田あゆみ、いもうと

土曜 （隔週）
- 國府田マリ子、南かおり

日曜バンブーチャンネル （隔週）
- アメリカザリガニ、豊岡真澄、原田まり、りりあん

### 第8期 （2006年11月 - 2007年3月）
月曜
- 小木博明（おぎやはぎ）、東京03

火曜
- よゐこ、平畠啓史（DonDokoDon）、相澤仁美
  - 水樹奈々は2007年3月で正式に降板

水曜
- ライセンス、長澤奈央、鹿野優以

木曜
- 小野坂昌也、松来未祐、茅原実里
  - 茅原実里は2006年12月で降板

金曜 （隔週）
- 山崎邦正、竹山隆範（カンニング）、村田あゆみ、いもうと

土曜（1部） （隔週）
- 國府田マリ子、南かおり

土曜EX（2部） （隔週）
- 松野太紀、板東愛、吉川未来、山口繭

日曜バンブーチャンネル （隔週）
- アメリカザリガニ、豊岡真澄、りりあん

### 第9期 （2007年4月 - 2007年9月）
月曜
- クロちゃん（安田大サーカス）、高橋美佳子、稲村優奈

火曜
- 平畠啓史（DonDokoDon）、相澤仁美、新谷良子、東京03

水曜
- ザ・ちゃらんぽらん（第9期のみライセンスより改名）、長澤奈央、鹿野優以

木曜
- 小野坂昌也、松来未祐
- （準レギュラー）神谷浩史、置鮎龍太郎

金曜 （隔週）
- 山崎邦正、竹山隆範（カンニング）、村田あゆみ、宮下雄也（RUN&GUN）、いもうと（※ゆりを除く）

金曜バンブーチャンネル （隔週）
- アメリカザリガニ、豊岡真澄、りりあん

土曜 （おしゃ土EXと2週交代）
- 國府田マリ子、南かおり

土曜EX （おしゃ土と2週交代）
- 松野太紀、板東愛、吉川未来、山口繭

日曜
- 過去の「おしゃ木」の再放送（約3か月遅れ）

### 第10期 （2007年10月 - 2008年4月）
月曜
- クロちゃん（安田大サーカス）、高橋美佳子、稲村優奈

火曜
- 平畠啓史（DonDokoDon）、相澤仁美、新谷良子、東京03

水曜
- ライセンス、長澤奈央、鹿野優以

木曜
- 小野坂昌也、松来未祐
- （準レギュラー）神谷浩史、置鮎龍太郎

金曜 （隔週）
- 山崎邦正、竹山隆範（カンニング）、村田あゆみ、宮下雄也（RUN&GUN）、児玉絹世

金曜バンブーチャンネル （隔週）
- アメリカザリガニ、豊岡真澄、りりあん
  - 豊岡真澄とりりあんは2008年2月で降板

土曜 （おしゃ土EXと2週交代）
- 國府田マリ子、南かおり

土曜EX （おしゃ土と2週交代・12月15日更新分で終了）
- 松野太紀、板東愛、吉川未来、山口繭

日曜
- 過去の「おしゃ木」の再放送（約3か月半遅れ）

### 第11期 （2008年4月 - 2008年12月）
月曜
- クロちゃん（安田大サーカス）、高橋美佳子、稲村優奈、又吉愛
  - 又吉愛は2008年5月19日更新分から隔週レギュラー

火曜
- 平畠啓史（DonDokoDon）、相澤仁美、新谷良子、松来未祐
- （準レギュラー）ハイキングウォーキング
  - ハイキングウォーキングは6月からゲスト扱い
  - 8月からはハイキングウォーキングのうち鈴木Q太郎のみ準レギュラーに復帰、松田洋昌はゲスト扱い
  - 11月から松田洋昌も準レギュラーに復帰

水曜
- ライセンス、木村まどか、田中涼子

木曜
- 小野坂昌也、神谷浩史、ローリー（謎の覆面女性声優）
- （準レギュラー）置鮎龍太郎
  - ローリーは2008年4月24日更新分から3回のみの登場で正体を明かさずに降板

金曜 （隔週）
- 山崎邦正、竹山隆範（カンニング）、村田あゆみ、宮下雄也（RUN&GUN）、児玉絹世

金曜バンブーチャンネル （隔週）
- アメリカザリガニ、金田朋子
- （準レギュラー）時東ぁみ

土曜A （おしゃ土Bと2週交代）
- 國府田マリ子、南かおり

土曜B （おしゃ土Aと2週交代）
- 東京03、長澤奈央、鹿野優以

日曜

過去の「おしゃ木」の再放送（約3か月半遅れ）

### 第12期 （2009年1月 - 2009年4月12日）
月曜
- 宮野真守
- （レギュラーゲスト）山里亮太（南海キャンディーズ）

火曜
- 平畠啓史（DonDokoDon）、相澤仁美、新谷良子、松来未祐
- （準レギュラー）ハイキングウォーキング

水曜
- ライセンス、木村まどか、田中涼子

木曜
- 小野坂昌也、神谷浩史、置鮎龍太郎

金曜 （隔週）
- 山崎邦正、竹山隆範（カンニング）、村田あゆみ、宮下雄也（RUN&GUN）、まなみ、児玉絹世
  - 村田あゆみは2009年1月で降板

金曜バンブーチャンネル （隔週）
- アメリカザリガニ、金田朋子、谷麻紗美

土曜
- 東京03、長澤奈央、鹿野優以

日曜
- 過去の「おしゃ木」の再放送（約2か月半遅れ）

### 第13期（2009年4月20日 - 2010年12月）
レギュラー番組枠
第1放送（月曜）
- ライセンス、木村まどか、大谷澪、藤原の妹（立花ゆか、ふるかわあやか）、原田ひとみ
  - 木村まどかは、2009年12月で降板
  - 立花ゆかとふるかわあやかは、ライセンス藤原の妹オーディション合格後、2010年1月から藤原の妹として（放送ではどちらか1人のみ）登場、4月で降板
  - 原田ひとみは2010年4月26日更新分から登場、2010年12月で降板

第2放送（火曜）
- 宮野真守
- （レギュラーゲスト）山里亮太（南海キャンディーズ）

第3放送（水曜）
- 松来未祐、新谷良子、中原麻衣

第4放送（木曜）
- 東京03、鹿野優以、齊藤夢愛

第5放送（金曜）
- 小野坂昌也、神谷浩史、置鮎龍太郎

第6放送バンブーチャンネル（土曜・隔週）
- アメリカザリガニ、金田朋子、佐藤聡美
  - 佐藤聡美は、2009年6月6日更新分からレギュラー化

第6放送（土曜・隔週）
- 山崎邦正、カンニング竹山、愛実、谷麻紗美
  - 愛実と谷麻紗美は、2009年5月16日更新分から登場

特別番組枠
おしゃべりやってま〜す第48放送（2010年3月24日より隔週水曜更新、5月20日より特別番組枠内（水曜更新）でレギュラー化）
- 中西優香、平松可奈子、古川愛李（いずれもSKE48）

### 第14期（2011年1月 - 2011年4月）
レギュラー番組枠
第1放送（月曜）
- ライセンス、齊藤夢愛、荒浪和沙、佐藤歩
  - 佐藤歩は、2011年4月11日更新分からレギュラー化

第2放送（火曜）
- 宮野真守
- （レギュラーゲスト）山里亮太（南海キャンディーズ）
  - （準レギュラーゲスト／自称レギュラー）ベジータ（R藤本）※ 隔週出演

第3放送（水曜）
- 松来未祐、新谷良子、中原麻衣

第4放送（木曜）
- 東京03、鹿野優以

第5放送（金曜）
- 小野坂昌也、神谷浩史、置鮎龍太郎

第6放送バンブーチャンネル（土曜・隔週）
- アメリカザリガニ、金田朋子、佐藤聡美
  - 金田朋子は、2011年4月からおしゃ6を離れ、他の番組（おしゃ1 - おしゃ4）を放浪中

第6放送（土曜・隔週）
- 山崎邦正、カンニング竹山、愛実

特別番組枠
おしゃ5メモリーズ（火曜・2008年4月17日更新分以降のおしゃ木（現・おしゃ5）の再放送）
- 小野坂昌也、神谷浩史、置鮎龍太郎

おしゃべりやってま〜す第48放送（水曜）
- 中西優香、平松可奈子、古川愛李（いずれもSKE48）

心霊夜話〜ガチで怖い○○〜（金曜）
- 西浦和也（にしうらわ）、鎌田紘子、緑川悦子

### 第15期（2011年5月 - 2011年9月）
レギュラー番組枠
第1放送（月曜）
- ライセンス、齊藤夢愛、荒浪和沙、佐藤歩

第2放送（火曜）
- 宮野真守、高橋美佳子、ベジータ（R藤本）
- （レギュラーゲスト）山里亮太（南海キャンディーズ）

第3放送（水曜）
- 松来未祐、新谷良子、中原麻衣

第4放送（木曜）
- 東京03、チェン・チュー（SDN48）、相川友希（SDN48）

第5放送（金曜）
- 小野坂昌也、神谷浩史、置鮎龍太郎

第6放送バンブーチャンネル（土曜・隔週）
- アメリカザリガニ、佐藤聡美

特別番組枠
おしゃべりやってま〜す第48放送2nd（月曜）
- 加藤るみ、佐藤実絵子、上野圭澄（いずれもSKE48）

おしゃ5メモリーズ（火曜）
- 小野坂昌也、神谷浩史、置鮎龍太郎

おしゃべりつづけまーす ハピ☆ホリ〜Happy Holic Days〜（水曜）
- 中西優香、平松可奈子、古川愛李（いずれもSKE48）

小川麻琴のドリームマッチ!（木曜）
- 小川麻琴、エール橋本（東京ペールワン）、いとうあこ

北野誠のおまえら聴くな。（月初めの金曜・2011年5月21日更新分からレギュラー化）
- 北野誠、西浦和也（にしうらわ）

平山夢明のFKB怪奇ドラッグ（月初め以外の金曜・隔週・2011年6月10日更新分からレギュラー化）
- 平山夢明、BBゴロー

増刊号（土曜）
- 金田朋子
- （聞き手）番組プロデューサー

### 第16期（2011年10月 - 2012年4月）
レギュラー番組枠
第1放送（月曜）
- ライセンス、齊藤夢愛、荒浪和沙、佐藤歩

第2放送（火曜）
- 宮野真守、高橋美佳子、ベジータ（R藤本）
- （レギュラーゲスト）山里亮太（南海キャンディーズ）

第3放送（水曜）
- 松来未祐、新谷良子、中原麻衣

第4放送（木曜・12月29日更新分で終了）
- 東京03、チェン・チュー（SDN48）、相川友希（SDN48）

第5放送（金曜）
- 小野坂昌也、神谷浩史、置鮎龍太郎

第6放送（土曜・隔週）
- 山崎邦正、カンニング竹山、愛実

特別番組枠
おしゃべりやってま〜す第48放送2nd（月曜）
- 佐藤実絵子、加藤るみ、上野圭澄（いずれもSKE48）

おしゃ5メモリーズ（火曜）
- 小野坂昌也、神谷浩史、置鮎龍太郎

おしゃべりつづけまーす ハピ☆ホリ〜Happy Holic Days〜（水曜）
- 中西優香、平松可奈子、古川愛李（いずれもSKE48）

小川麻琴のドリームマッチ!（木曜）。
- 小川麻琴、エール橋本（東京ペールワン）、いとうあこ

小川麻琴のドリームマッチ! 2nd（木曜） 2011年11月3日更新分からタイトルとメンバーを変更。
- 小川麻琴、森田悟（スパローズ）、北條まみ、三澤紗千香

北野誠のおまえら聴くな。（月初めの金曜・2011年12月2日更新分で終了）
- 北野誠、西浦和也（にしうらわ）

平山夢明のFKB怪奇ドラッグ（月初め以外の金曜・隔週）
- 平山夢明、BBゴロー

増刊号（土曜）
- 金田朋子
- （聞き手）番組プロデューサー

### 第17期（2012年5月 - 2013年3月）
レギュラー番組枠
第1放送（月曜）
- ライセンス、佐藤歩

第2放送（火曜）
- 宮野真守、高橋美佳子、ベジータ（R藤本）、山里亮太（南海キャンディーズ）

第3放送（水曜）
- 松来未祐、新谷良子、中原麻衣

第4放送（木曜）
- 柳原哲也（アメリカザリガニ）、山口勝平、朴璐美

第5放送（金曜）
- 小野坂昌也、神谷浩史、置鮎龍太郎

第6放送（土曜・4月21日更新分より放送開始）
- 関智一、小西克幸、M・A・O（市道真央）

特別番組枠
おしゃべりやってま〜す第48放送2nd（月曜）
- 佐藤実絵子、加藤るみ、上野圭澄（いずれもSKE48）

おしゃ5メモリーズ（火曜）
- 小野坂昌也、神谷浩史、置鮎龍太郎

おしゃべりつづけまーす ハピ☆ホリ〜Happy Holic Days〜（水曜）
- 中西優香、平松可奈子、古川愛李（いずれもSKE48）

おしゃべりやってま〜す第48放送メモリーズ（水曜・2013年3月20日より再配信開始）
- 中西優香、平松可奈子、古川愛李（いずれもSKE48）

平山夢明のFKB怪奇ドラッグ（月初め以外の金曜・隔週、2012年5月25日更新分で終了）
- 平山夢明、BBゴロー

おしゃべりやってま〜すSP お試しやってま〜す（土曜・2012年12月29日更新分より放送開始。3月30日更新分で終了）
- スパローズ、プー・ルイ（BiS）

旧おしゃべりやってまーす第6放送（土曜・2012年4月16日よりレギュラー番組枠から特別番組枠へ移動）
- 山崎邦正、カンニング竹山、愛実

### 第18期（2013年4月 - 2014年3月）
レギュラー番組枠
第1放送（月曜）
- ライセンス、佐藤歩

第2放送（火曜）
- 宮野真守、高橋美佳子、ベジータ（R藤本）、山里亮太（南海キャンディーズ）

第3放送（水曜）
- 松来未祐、新谷良子、中原麻衣
- （隔週レギュラー）金田朋子

第4放送（木曜・10月17日更新分で終了）
- 柳原哲也（アメリカザリガニ）、山口勝平、朴璐美

第5放送（金曜）
- 小野坂昌也、神谷浩史、置鮎龍太郎

第6放送（土曜・11月2日更新分で終了）
- 関智一、小西克幸、M・A・O（市道真央）

元祖おしゃべりやってま〜す くどいヨ!全員集合（土曜・11月9日更新分より放送開始）
- 山口勝平、関智一、朴璐美、小西克幸、柳原哲也（アメリカザリガニ）

特別番組枠
おしゃべりやってま〜す第48放送3rd（月曜）
- 佐藤実絵子、斉藤真木子（いずれもSKE48）

おしゃべりやってま〜す第48放送2ndメモリーズ（月曜・2013年5月6日より再配信開始）
- 加藤るみ、佐藤実絵子、上野圭澄（いずれもSKE48）

おしゃ5メモリーズ（火曜）
- 小野坂昌也、神谷浩史、置鮎龍太郎

平松会議中（火曜・2014年1月21日より配信開始）
- 平松可奈子

おしゃべりつづけまーす ハピ☆ホリ → おしゃべりつづけまーす ゆる☆ふる（水曜）
- 加藤るみ、中西優香、古川愛李、古畑奈和（いずれもSKE48）

おしゃべりやってま〜す第48放送メモリーズ（水曜）
- 中西優香、平松可奈子、古川愛李（いずれもSKE48）

おしゃべりつづけまーす ハピ☆ホリ メモリーズ（水曜・2013年5月1日より再配信開始）
- 中西優香、平松可奈子、古川愛李（いずれもSKE48）

おしゃべりやってま〜すB!（土曜・2013年8月17日より配信開始）
- シソンヌ、明坂聡美、山本希望

旧おしゃべりやってまーす第6放送（土曜）
- 月亭方正（山崎邦正）、カンニング竹山

### 第19期（2014年4月 - 2015年3月）
レギュラー番組枠
第1放送（月曜）
- ライセンス、佐藤歩

第2放送（火曜・2014年11月25日更新分で終了）
- 宮野真守、高橋美佳子、ベジータ（R藤本）、山里亮太（南海キャンディーズ）

第3放送（水曜・2014年12月24日更新分で終了）
- 松来未祐、新谷良子、中原麻衣

おしゃべりやってMAX第5放送（金曜）
- 小野坂昌也、神谷浩史、置鮎龍太郎

元祖おしゃべりやってま〜す くどいヨ!全員集合（土曜）
- 山口勝平、関智一、朴璐美、小西克幸、柳原哲也（アメリカザリガニ）、

特別番組枠
おしゃべりやってま〜す第48放送4th（月曜・2014年4月14日より配信開始）
- 佐藤実絵子、斉藤真木子（いずれもSKE48）

おしゃ2メモリーズ（火曜、金曜日・2014年12月5日より配信開始）
- 宮野真守

おしゃ5メモリーズ（火曜）
- 小野坂昌也、神谷浩史、置鮎龍太郎

平松会議中（火曜）
- 平松可奈子

おしゃべりやってま〜すF（火曜・2014年12月30日より配信開始）
- 中原麻衣、ベジータ（R藤本）

二次元同好会総本部（水曜・2014年4月9日より配信開始）
- SKE48二次元同好会メンバー（MCは毎月2名ずつ交代で出演）

おしゃべりやってま〜すD(仮タイトルは「おしゃべりやってま〜すカワ」だった。)（水曜・2014年12月31日より配信開始）
- 津田健次郎、シソンヌ

おしゃべり会戦車部（木曜・2014年4月3日より配信開始）
- 小野坂昌也、川本成

おしゃべりやってま〜すレボリューション（木曜・2015年1月1日より配信開始）
- 明坂聡美、ブロードキャスト!!
  - 2015年2月26日更新分より、佳村はるかが加入。

おしゃべりやってま〜すB!（土曜・2014年12月28日更新分で終了）
- シソンヌ、明坂聡美、山本希望、久保ユリカ
  - 山本希望は2014年7月5日更新分で降板、久保ユリカは2014年7月12日更新分のゲスト出演を経てレギュラー化

旧おしゃべりやってまーす第6放送（土曜）
- 月亭方正（山崎邦正）、カンニング竹山

おしゃべりやってま〜す極み（土曜・2015年1月3日より配信開始）
- ランパンプス

### 第20期（2015年4月 - 2016年3月）
レギュラー番組枠
第1放送（月曜）
- ライセンス、佐藤歩

おしゃべりやってま〜すF → おしゃべりやってま〜すS（火曜）
- 中原麻衣、ベジータ（R藤本）

おしゃべりやってま〜すD（水曜）
- 津田健次郎、シソンヌ

おしゃべりやってま〜すレボリューション（木曜）
- ブロードキャスト!!、佳村はるか
  - 2015年10月1日更新分をもって、明坂聡美が卒業。
  - 2015年10月8日更新分より、小熊絵理が加入。

おしゃべりやってMAX第5放送（金曜）
- 小野坂昌也、神谷浩史、置鮎龍太郎

おしゃべりやってま〜す極み（土曜）
- ランパンプス

特別番組枠
おしゃべりやってま〜す第48放送5th（月曜・2015年5月18日より配信開始）
- 大矢真那、斉藤真木子（いずれもSKE48）

平松会議中（火曜）
- 平松可奈子

おしゃ5メモリーズ（木曜）
- 小野坂昌也、神谷浩史、置鮎龍太郎

おしゃ2メモリーズ（金曜）
- 宮野真守、高橋美佳子、ベジータ（R藤本）、山里亮太（南海キャンディーズ）

おしゃべり会戦車部（木曜）
- 小野坂昌也、川本成

これヤル（土曜）
- フレミング、平松可奈子

### 第21期（2016年4月 - 2016年12月）
レギュラー番組枠
第1放送（月曜・2016年9月26日更新分で終了）
- ライセンス、佐藤歩

おしゃべりやってま〜すS（火曜）
- 中原麻衣、ベジータ（R藤本）

おしゃべりやってま〜すNプリ（水曜・2016年5月11日配信開始）
- 鈴木裕斗、濱健人、寺島惇太

おしゃべりやってま〜すレボリューション（木曜）
- ブロードキャスト!!、佳村はるか
  - 2016年5月26日更新分をもって、小熊絵理が卒業。
  - 2016年6月16日更新分より、加藤るみが加入。

おしゃべりやってMAX第5放送（金曜）
- 小野坂昌也、神谷浩史、置鮎龍太郎

おしゃべりやってま〜す極み（土曜・2016年12月10日更新分で終了）
- ランパンプス

特別番組枠
おしゃべりやってま〜す第48放送5th（月曜）
- 大矢真那、斉藤真木子（いずれもSKE48）

おしゃ2メモリーズ（火曜・金曜）
- 宮野真守、高橋美佳子、ベジータ（R藤本）、山里亮太（南海キャンディーズ）

おしゃ5メモリーズ（木曜）
- 小野坂昌也、神谷浩史、置鮎龍太郎

おしゃべり会戦車部（木曜）
- 小野坂昌也、川本成

ニコ生やってま〜す！（不定期・2016年12月28日生配信開始）
- 置鮎龍太郎、ベジータ（R藤本）

### 第22期（2017年1月 - 2017年8月）
レギュラー番組枠
おしゃべりやってま〜すS（火曜）
- 中原麻衣、ベジータ（R藤本）
  - 2017年1月31日更新分より、梅本まどかが加入。

おしゃべりやってま〜すNプリ（水曜）
- 鈴木裕斗、濱健人、寺島惇太

おしゃべりやってま〜すレボリューション（木曜）
- ブロードキャスト!!、佳村はるか、加藤るみ

おしゃべりやってMAX第5放送（金曜）
- 小野坂昌也、神谷浩史、置鮎龍太郎

特別番組枠
おしゃべりやってま〜す第48放送5th（月曜）
- 大矢真那、斉藤真木子（いずれもSKE48）

おしゃ2メモリーズ（火曜・金曜・2017年6月30日更新分で終了）
- 宮野真守、高橋美佳子、ベジータ（R藤本）、山里亮太（南海キャンディーズ）

おしゃ5メモリーズ（木曜）
- 小野坂昌也、神谷浩史、置鮎龍太郎

おしゃべり会戦車部（木曜・2017年7月29日更新分以降更新なし）
- 小野坂昌也、川本成

ニコ生やってま〜す！（不定期・2017年3月28日生配信分以降配信なし）
- 置鮎龍太郎、ベジータ（R藤本）

### 第23期（2017年9月 - 2017年11月）
レギュラー番組枠
おしゃべりやってま〜すS（火曜）
- 中原麻衣、ベジータ（R藤本）、梅本まどか

おしゃべりやってま〜すNプリ（水曜）
- 鈴木裕斗、濱健人、寺島惇太

おしゃべりやってま〜すレボリューション（木曜）
- ブロードキャスト!!、佳村はるか、加藤るみ

おしゃべりやってMAX第5放送（金曜）
- 小野坂昌也、神谷浩史、置鮎龍太郎

特別番組枠
おしゃべりやってま〜す第48放送5th（月曜・2017年11月30日更新分で終了）
- 大矢真那、斉藤真木子（いずれもSKE48）

矢口真里のカミダの実（水曜・2017年9月6日より配信開始）
- 矢口真里

おしゃ5メモリーズ（木曜）
- 小野坂昌也、神谷浩史、置鮎龍太郎

### 第24期（2017年12月 - 2018年2月）
レギュラー番組枠
おしゃべりやってま〜すS（火曜）
- 中原麻衣、ベジータ（R藤本）、梅本まどか

おしゃべりやってま〜すNプリ（水曜）
- 鈴木裕斗、濱健人、寺島惇太

おしゃべりやってま〜すレボリューション（木曜）
- ブロードキャスト!!、佳村はるか、加藤るみ

おしゃべりやってMAX第5放送（金曜）
- 小野坂昌也、神谷浩史、置鮎龍太郎

特別番組枠
おしゃべりやってま〜す第48放送6th（月曜・2017年12月11日より配信開始）
- 斉藤真木子、北川綾巴（いずれもSKE48）

矢口真里のカミダの実（水曜・2018年2月14日更新分で終了）
- 矢口真里

おしゃ5メモリーズ（木曜）
- 小野坂昌也、神谷浩史、置鮎龍太郎

### 第25期（2018年3月 - 2019年3月）
レギュラー番組枠
おしゃべりやってま〜すS（火曜・2019年3月5日更新分で終了）
- 中原麻衣、ベジータ（R藤本）、梅本まどか

おしゃべりやってま〜すNプリ（水曜）
- 鈴木裕斗、濱健人、寺島惇太

おしゃべりやってま〜すレボリューション（木曜・2019年3月1日更新分で終了）
- ブロードキャスト!!、佳村はるか、加藤るみ

おしゃべりやってMAX第5放送（金曜）
- 小野坂昌也、神谷浩史、置鮎龍太郎

特別番組枠
おしゃべりやってま〜す第48放送6th
- 斉藤真木子、北川綾巴（いずれもSKE48）

クロちゃんのアイドル紹介するしん!!（火曜・2018年4月10日より配信開始）
- クロちゃん（安田大サーカス）、大矢真那

都市伝Ｘ（水曜・2018年3月14日より配信開始。9月19日更新分で終了）
- 都市ボーイズ（岸本誠・はやせやすひろ）、Love Me Do、月城まゆ、林花音、渡邊真由

おしゃ5メモリーズ（木曜）
- 小野坂昌也、神谷浩史、置鮎龍太郎

Nプリのしんどみが深い動画（金曜・2018年3月2日より配信開始）
- 鈴木裕斗、濱健人、寺島惇太

自主映画のチカラ（土曜・2018年5月26日より配信開始）
- 加藤るみ、土屋豊

山口敏太郎のミステリー探偵社（土曜・2018年6月30日より配信開始。11月24日更新分で終了）

山口敏太郎のミステリー探偵社　呪い面編（土曜・2018年7月28日より配信開始。8月18日更新分で終了）
- 山口敏太郎、志月かなで、藍上

### 第26期（2019年4月 - 2019年5月）
レギュラー番組枠
おしゃべりやってま〜すNプリ（水曜）
- 鈴木裕斗、濱健人、寺島惇太

おしゃべりやってMAX第5放送（金曜）
- 小野坂昌也、神谷浩史、置鮎龍太郎

特別番組枠
おしゃべりやってま〜す第48放送6th（月曜）
- 斉藤真木子、北川綾巴（いずれもSKE48）

クロちゃんのアイドル紹介するしん!!（火曜・2019年5月14日更新分で終了）
- クロちゃん（安田大サーカス）、大矢真那

おしゃ5メモリーズ（木曜）
- 小野坂昌也、神谷浩史、置鮎龍太郎

Nプリのしんどみが深い動画（金曜・2019年5月15日更新分で終了）
- 鈴木裕斗、濱健人、寺島惇太

自主映画のチカラ（土曜）
- 加藤るみ、土屋豊

### 第27期（2019年6月 - 2019年9月）
レギュラー番組枠
おしゃべりやってま〜すNプリ（水曜）
- 鈴木裕斗、濱健人、寺島惇太

おしゃべりやってMAX第5放送（金曜）
- 小野坂昌也、神谷浩史、置鮎龍太郎

特別番組枠
おしゃべりやってま〜す第48放送6th（月曜・2019年9月30日更新分で終了）
- 斉藤真木子、北川綾巴（いずれもSKE48）

おしゃ5メモリーズ（木曜）
- 小野坂昌也、神谷浩史、置鮎龍太郎

自主映画のチカラ（土曜）
- 加藤るみ、土屋豊

クロちゃんのライブでするしん!（木曜・2019年6月4日より配信開始）
- クロちゃん（安田大サーカス）、大矢真那

### 第28期（2019年10月 - 2020年5月）
レギュラー番組枠
おしゃべりやってま〜すNプリ（水曜）
- 鈴木裕斗、濱健人、寺島惇太

おしゃべりやってMAX第5放送（金曜）
- 小野坂昌也、神谷浩史、置鮎龍太郎

特別番組枠
おしゃ5メモリーズ（木曜）
- 小野坂昌也、神谷浩史、置鮎龍太郎

自主映画のチカラ（土曜）
- 加藤るみ、土屋豊

クロちゃんのライブでするしん!（木曜・2020年5月7日更新分で休止）
- クロちゃん（安田大サーカス）、大矢真那

おしゃべりやってま〜す第48放送7th～支配人面談（月曜・2019年10月21日より配信開始）
- 斉藤真木子、相川暖花（いずれもSKE48）

### 第29期（2020年6月 - ）
レギュラー番組枠
おしゃべりやってま〜すNプリ（水曜）
- 鈴木裕斗、濱健人、寺島惇太

おしゃべりやってMAX第5放送（金曜）
- 小野坂昌也、神谷浩史、置鮎龍太郎

特別番組枠
おしゃ5メモリーズ（木曜）
- 小野坂昌也、神谷浩史、置鮎龍太郎

自主映画のチカラ（土曜）
- 加藤るみ、土屋豊

おしゃべりやってま〜す第48放送7th～支配人面談（月曜）
- 斉藤真木子、相川暖花（いずれもSKE48）

おしゃべり会　戦車部リターンズ（不定期・2020年8月16日より配信開始）※「Zoom」で参加するイベント
- 小野坂昌也、川本成